# 악테옹
《악테옹》(프랑스어: Actéon)은 그리스 신화를 바탕으로 마르크앙투안 샤르팡티에가 작곡한 여섯 장면의 소규모 서정 비극 오페라로, Opus H.481와 H.481a에 해당한다.

## 역사
이 오페라가 샤르팡티에의 후원자 기즈 공작 부인 마리 드 로렌의 궁전 파리지앵 거주지인 호텔 드 기즈에서 공연할 목적으로 쓰였을 가능성은 거의 없다(이 작품이 로마 숫자 노트에 복사된 것으로 볼 때 외부에서 받은 의뢰임이 강하게 드러나며, 성악 음역과 악기의 전반적인 분포가 당시 기즈 앙상블의 그것과 일치하지 않는다). 비록 후원자와 공연 장소는 알려지지 않았지만, 날짜는 1684년 봄 사냥 시기로 상당히 정확하게 알 수 있다. 그 해 말(아마도 가을 사냥 시기)에 주역인 (아마도 본래 샤르팡티에가 부른) 오트콩트르 역을 소프라노 부분으로 바꾸도록 개정하였고, 작품명도 《악테옹이 사슴으로 변하다》(프랑스어: Actéon changé en biche 악테옹 샤즈 엉 비시[*])로 바꾸었다.
프랑스어 리브레토의 저자는 알려져 있지 않으나, 줄거리는 오비디우스의 《변신 이야기》에 실린 이야기를 바탕으로 한다. 이 이야기에서 사냥꾼 악타이온(프랑스어: Actéon 악테옹[*])은 우연히 수행원과 함께 목욕을 하고 있는 여신 디아나(프랑스어: Diane 디안[*])를 발견하게 된다. 악타이온은 몸을 숨기려 하지만 들키게 되고, 분노한 디아나가 그를 사슴으로 변신시켜 악타이온 자신의 사냥개에게 쫓긴 뒤 갈기갈기 찢기게 만든다.
이 이야기는 1689년에 초연된 퍼셀의 《디도와 아이네이아스》의 아리아 〈그 여자는 이 외로운 산을 방문한다〉(Oft she visits this lone mountain)에 나오는 이야기와 동일하다.
2015년 데이비드 더글러스가 이끄는 에어셔 오페라가 커뮤니티 프로젝트의 일환으로 이 오페라를 스코틀랜드어로 번역하여 공연하였다.

## 배역

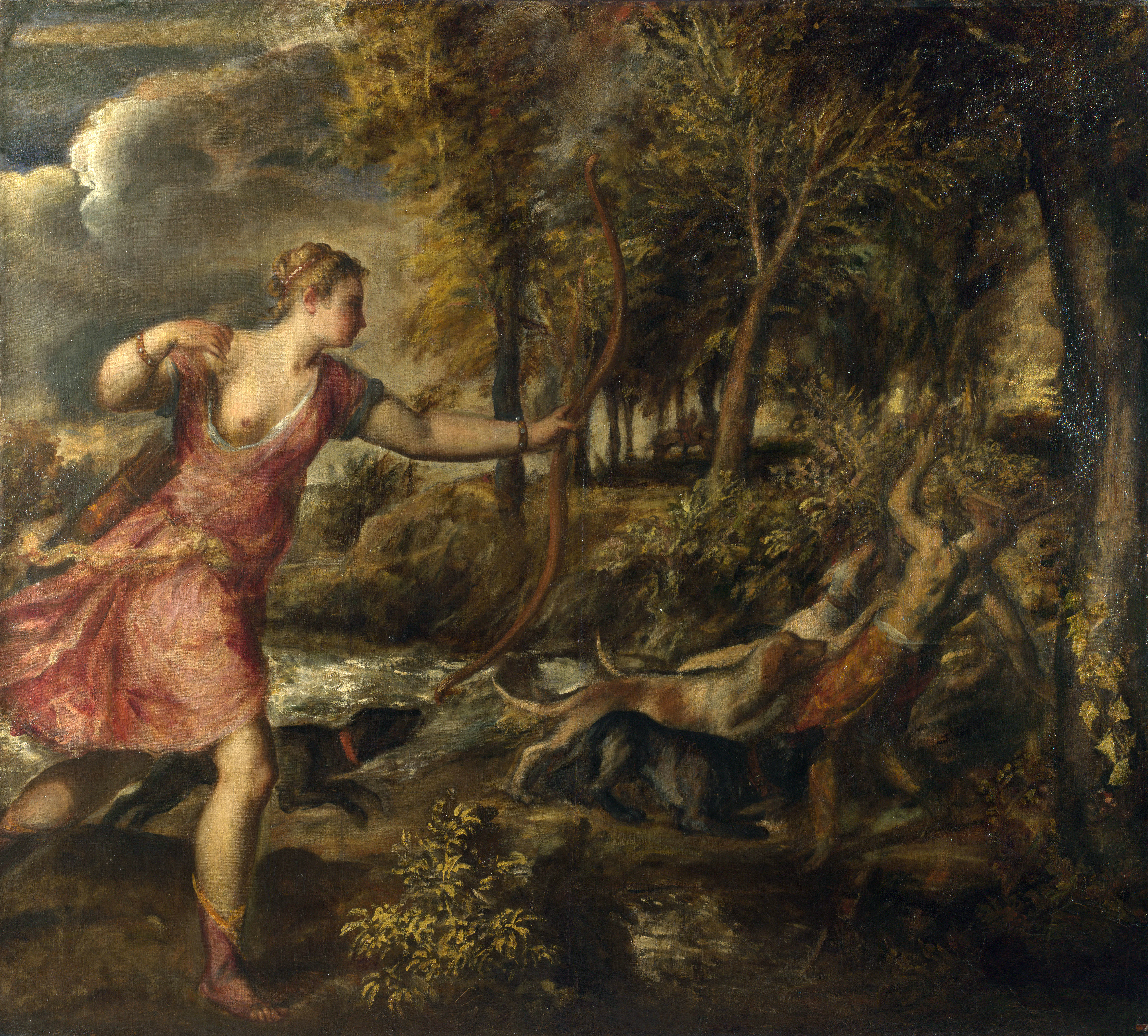
티치아노가 그린 《악타이온》

| 역할             | 음역 유형    | 초연 배우진(1683-5년, 지휘자: 불명) |
| ---------------- | ------------ | ----------------------------------- |
| 사냥꾼 악테옹    | 오트콩트르   | 샤르팡티에(?)                       |
| 사냥의 여신 디안 | 소프라노     | 자클린준비에브 드 브리용            |
| 신들의 여왕 쥐농 | 메조소프라노 |                                     |
| 히알레           | 메조소프라노 |                                     |
| 아레튀즈         | 소프라노     |                                     |
| 다프네           | 소프라노     |                                     |

## 주요 녹음본
- 윌리엄 크리스티 지휘, 레자르 플로리상 CD. 아르모니아 문디 뮈지크 다보르(1982). 카탈로그 번호 1951095.
- 폴 오데트와 스티븐 스텁스 지휘, 보스턴 얼리 뮤직 페스티벌 CD. cpo (2009). 카탈로그 번호 777 613–2.

## 참고 문헌
- 존 S. 파월. "Actéon", 그로브 뮤직 온라인, ed. L. 메이시(2006년 7월 23일 확인), grovemusic.com보관됨 2008-05-16 - 웨이백 머신(가입 접근).
- H. 와일리 히치콕. "Charpentier, Marc-Antoine 3. Stage music.", 그로브 뮤직 온라인, ed. L. 메이시(2006년 7월 23일 확인), grovemusic.com보관됨 2008-05-16 - 웨이백 머신(가입 접근).